# C.F. Belenenses
Clube de Futebol Os Belenenses (normalt bare kendt som C.F. Belenenses eller bare Belenenses) er en portugisisk fodboldklub fra hovedstaden Lissabon. Klubben spiller i den bedste portugisiske liga, og har hjemmebane på Estádio do Restelo. Klubben blev grundlagt den 23. september 1919, og har siden da vundet et portugisisk mesterskab samt tre pokaltitler.

## Titler
- Portugisiske Mesterskab (1): 1946

- Portugisiske Pokalturnering (3): 1942, 1960 og 1989

## Historiske slutplaceringer
| Sæson   | Niveau | Liga          | Placering | Kilde(r) |
| ------- | ------ | ------------- | --------- | -------- |
| 2010–11 | 2.     | Segunda Liga  | 13.       | [ 1 ]    |
| 2011–12 | 2.     | Segunda Liga  | 5.        | [ 2 ]    |
| 2012–13 | 2.     | Segunda Liga  | 1.        | [ 3 ]    |
| 2013–14 | 1.     | Primeira Liga | 14.       | [ 4 ]    |
| 2014–15 | 1.     | Primeira Liga | 6.        | [ 5 ]    |
| 2015–16 | 1.     | Primeira Liga | 9.        | [ 6 ]    |
| 2016–17 | 1.     | Primeira Liga | 14.       | [ 7 ]    |
| 2017–18 | 1.     | Primeira Liga | 12.       | [ 8 ]    |
| 2018–19 | 1.     | Primeira Liga | 9.        | [ 9 ]    |